# Vlaamse Jongeren Mechelen
Vlaamse Jongeren Mechelen (VJM) was een Mechelse extreemrechtse organisatie die het Keltisch kruis als logo hanteerde. De organisatie werd in 1995 opgericht door Jürgen Cauwenberg, op dat moment bestuurslid van de Vlaams Blok Jongeren (VBJ) en gewestleider van het Vlaams Nationaal Jeugdverbond (VNJ). Bedoeling was "keet te schoppen in het brave, saaie, kleinburgerlijke Mechelen," zo klonk het in het VJM-ledenblad Nationalistische Agenda. In 2005 besloot VJM zich te ontbinden. De organisatie had ook uitgesproken neonazistische sympathieën. De voorman van de racistische skinheadformatie Skrewdriver, Ian Donaldson, tevens (voormalig) leider van de neonazistische organisatie Blood & Honour, kreeg in 2000 nog een eerbetoon in het VJM-blad als "een echte idealist en een voorbeeld voor velen". Bij dat eerbetoon werd ook de liedjestekst afgedrukt van het nummer "White Power".
VJM had als uitvalsbasis het lokaal Mechels Vlaams Belang-secretariaat. De activiteiten van VJM werden overigens steevast aangekondigd in de agenda van het Vlaams Belang-Magazine. VJM onderhield eveneens goede contacten met de Nationalistische Studentenvereniging (NSV). 
Jaarlijks (van 1998 t.e.m. 2005) organiseerde VJM een 12-urencantus samen met de NSV, het NJSV en de Vlaams Belang Jongeren.
VJM nam in november 2000 nog deel aan een Franco-herdenking in Madrid, alwaar haar leden de Hitlergroet brachten. In het VJM-ledenblad Nationalistische Agenda kon men tevens lezen: "De noodlottigste gebeurtenis van deze eeuw is de bezetting van Europa in 1945.".
Vele leden van de VJM stapten na de ontbinding van hun organisatie over naar Het Nieuw-Solidaristisch Alternatief, een radicaal-rechtse organisatie die vooral gericht is tegen migratie en neoliberalisme.